# Ancylotrypa rufescens
Ancylotrypa rufescens là một loài nhện trong họ Cyrtaucheniidae. Loài này phân bố ờ Nam Phi.